# Joan Nogué i Font
Joan Nogué i Font (Hostalets d'en Bas, 1958) és un geògraf català, director de l'Observatori del Paisatge de Catalunya.
Joan Nogué és Catedràtic de Geografia Humana de la Universitat de Girona i director de l'Observatori del Paisatge de Catalunya. Es va doctorar a la Universitat Autònoma de Barcelona i va ampliar estudis a la Universitat de Wisconsin a Madison (EUA), sota el mestratge del geògraf Yi-Fu Tuan. Ha estat Adjunct Professor de la Universitat de Western Ontario (Canadà) i professor visitant en diverses universitats estrangeres. És especialista en estudis de paisatge cultural i en pensament geogràfic i territorial, temes sobre els quals ha escrit –sol o en col·laboració- nombrosos llibres i articles en revistes internacionals de prestigi. És codirector de la col·lecció de llibres "Paisaje y Teoría", de l'editorial Biblioteca Nueva. Ha estat durant molts anys coeditor de la revista Documents d'anàlisi geogràfica, editada conjuntament per la UAB i la UdG. Va ser director durant tres anys del Seminari Internacional sobre Paisatge de la Universitat Internacional Menéndez Pelayo i degà de la Facultat de Lletres de la UdG des del 1996 fins al 2004. És Premi Jaume I d' "Urbanisme, Paisatge i Sostenibilitat" 2009.

## Publicacions

### Llibres
- Nogué, J. Altri Paesaggi,. Milano (ITA): Franco Angeli, 2010.
- Nogué, J.; Bretcha, G.; Puigbert, L. Paisatge i participació ciutadana,. Barcelona : Observatori del Paisatge de Catalunya, 2010.
- Nogué, J.; Garcia Ramon, M.D.; Zusman, P. Una Mirada catalana a l'Àfrica : viatgers i viatgeres dels segles xix i xx (1859-1936),. Lleida : Pagès editors, 2008.
- Nogué, J. El Paisaje en la cultura contemporánea,. Madrid : Biblioteca Nueva, 2008.
- Nogué, J.; Bretcha, G.; Puigbert, L. Paisatge i salut,. Barcelona; Olot : Departament de Salut de la Generalitat de Catalunya i Observatori del Paisatge de Catalunya, 2008.
- Nogué, J. Entre paisajes,. Barcelona : Ámbito, 2008.
- Nogué, J.; Vicente, J. Geopolítica, identidad y globalización,. Barcelona : Ariel, 2001.
- Nogué, J.; Villanova, J.L.(eds.) España en Marruecos (1912-1956) : discursos geográficos e intervención territorial,. Lleida (000): Milenio, 1999.
- Nogué, J. Los Nacionalismos y el territorio,. Lleida : Milenio, 1998.
- García, M.D.; Nogué, J.; Albet, A. La Práctica de la geografía en España, 1940-1990: innovación metodológica y trayectorias individuales en la geografía académica española,. Barcelona : Oikos-Tau, 1992.
- Nogué, J. Els Nacionalismes i el territori,. Barcelona : El Llamp, 1991.
- Nogué, J. La Percepció del bosc: la Garrotxa com a espai viscut, Col·lecció Josep Pla. Girona : Ajuntament d'Olot, Diputació de Girona, 1986.
- Nogué, J. Una Lectura geogràfico-humanista del paisatge de la Garrotxa,. Girona : Diputació de Girona - Col·legi Universitari de Girona, 1985.

## Premis i reconeixements
- Premi Rei Jaume I d'“Urbanisme, Paisatge i Sostenibilitat” en l'edició de 2009[3]
- Premi d'Assaig “Joan Fuster” per l'obra Paisatge, territori i societat civil (2010).